# Erismanthus
Erismanthus es un género perteneciente a la familia de las euforbiáceas. Son nativas de Malasia y China. Comprende 22 especies descritas y de estas, solo 5 aceptadas.

## Taxonomía
El género fue descrito por Wall. ex Müll.Arg.  y publicado en Revista de la Academia Colombiana de Ciencias Exactas, Físicas y Naturales 24(92): 360–361. 2000.

## Especies aceptadas
A continuación se brinda un listado de las especies del género Erismanthus aceptadas hasta octubre de 2012, ordenadas alfabéticamente. Para cada una se indica el nombre binomial seguido del autor, abreviado según las convenciones y usos.
- Erismanthus obliquus Wall. ex Müll.Arg.
- Erismanthus sinensis Oliv.